# ابریما داربوئه
ابریما داربوئه (انگلیسی: Ebrima Darboe) بازیکن فوتبال اهل گامبیا است که به صورت قرضی برای باشگاه فوتبال سمپدوریا در سری بی بازی می‌کند.
وی همچنین ۱۵ بازی ملی در تیم ملی فوتبال گامبیا در کارنامه دارد.

## آمار ملی

### بازی‌های ملی
تا تاریخ ۱۹ ژانویه ۲۰۲۴
| گامبیا | گامبیا | گامبیا |
| سال    | بازی   | گل     |
| ------ | ------ | ------ |
| ۲۰۲۱   | ۶      | ۰      |
| ۲۰۲۲   | ۷      | ۰      |
| ۲۰۲۴   | ۲      | ۰      |
| مجموع  | ۱۵     | ۰      |